# クライアント (広告)
クライアント（client）とは、広告の用語で、広告代理店が依頼を受けて担当した広告主のことをいい、特に得意先、顧客を指す言葉として用いられる。同義語にアカウント（account）がある。
一般に用いられる広告主（広告料を支払って広告活動を依頼する法人または個人）はアドバタイザー（advertiser）、民間放送の広告主、番組提供者はスポンサー（sponsor）、得意先となりうる見込み客をプロスペクト（prospect）として区別している。
したがって、雑誌や新聞などの紙媒体における広告主をスポンサーと呼ぶのは適切ではない。